# Somalisk shilling
 Ikke at forveksle med Somalilandsk shilling.
Somalisk shilling er den officielle valuta i Somalia. Den har valutakode SOS. 1 shilling inddeles i 100 senti.
Som følge af borgerkrigen i Somalia og landets sammenbrud ophørte den somaliske centralbank med at fungere i 1991. Siden da har lokale ledere i flere områder udstedt egne penge, men somaliske shilling fra før 1991 blev også fortsat brugt. Penge trykt af krigsherrer og klanledere medførte en meget stor inflation. Det har betydet at det er blevet upraktisk at bruge somalisk shilling, og amerikanske dollar bruges nu udbredt som valuta i store dele af Somalia.
Somaliland som erklærede sig uafhængig af Somalia i 1991, indførte i 1994 somalilandsk shilling til afløsning af somalisk shilling.
I 2011 genetablerede Somalias overgangsregering en centralbank, som forsøger at stabilisere landets valuta.

## Historie
Somalisk shilling blev indført i 1962 efter Somalias selvstændighed i 1960. Den afløste østafrikansk shilling i Britisk Somaliland og Somalo i Italiensk Somaliland.